# Arrojadoa
Arrojadoa ist eine Pflanzengattung aus der Familie der Kakteengewächse (Cactaceae). Der botanische Name der Gattung ehrt den brasilianischen Pflanzensammler und Leiter der Eisenbahngesellschaft Estrada de Ferro Central do Brasil Miguel Arrojado Lisboa (1872–1932).

## Beschreibung
Die buschartigen, aufrecht, halbaufrecht oder kriechend wachsenden Arten der Gattung Arrojadoa verzweigen wenig von der Basis aus. Die grünen, schlank zylindrischen Triebe sind manchmal gegliedert und erreichen bei Durchmessern von 0,5 bis 5 Zentimetern eine Wuchshöhe bis zu 2 Meter. Auf den 7 bis 17 Rippen sitzen die Areolen dicht beieinander. Die kleinen Dornen sind häufig borstig. Am Ende jeder Vegetationsperiode wird ein endständiges Cephalium gebildet, das in der nächsten Vegetationsperiode durchwachsen wird und ringförmige Büschel aus weißer Wolle und rötlichen Borsten bildet.
Die röhrenförmigen Blüten sind rot, rosa, lila, violett oder weiß und öffnen sich am Tag. Sie sind bis zu 4,5 Zentimeter lang und entstehen häufig in Büscheln aus dem Cephalium an der Triebspitze. Der Blütenbecher und die Blütenröhre sind kahl. Das Perianth öffnet sich kaum. Die Staubblätter und der Griffel ragen nicht heraus.
Die kugel- bis birnenförmigen, glatten, kahlen Früchte sind lila, rosa oder rot. Sie sind beerenartig, saftig und besitzen ein weißes Fruchtfleisch. Sie erreichen Durchmesser von bis zu 2 Zentimeter. Die ei- bis birnenförmigen Samen sind schwarz und gewarzt. Sie sind bis 1,5 Millimeter lang.

## Systematik und Verbreitung
Die Arten der Gattung Arrojadoa sind in Ost-Brasilien verbreitet. 
Die Erstbeschreibung der Gattung wurde 1920 von Nathaniel Lord Britton und Joseph Nelson Rose vorgenommen. Die Typusart der Gattung ist Arrojadoa rhodantha.

### Systematik nach N.Korotkova et al. (2021)
Die Gattung umfasst folgenden Arten:
- Arrojadoa ×albiflora Buining & Brederoo
natürliche Hybride zwischen Arrojadoa dinae und Arrojadoa rhodantha
- Arrojadoa bahiensis (P.J.Braun & Esteves) N.P.Taylor & Eggli
- Arrojadoa dinae Buining & Brederoo
  - Arrojadoa dinae subsp. dinae
  - Arrojadoa dinae subsp. eriocaulis (Buining & Brederoo) N.P.Taylor & Zappi
- Arrojadoa marylaniae Soares Filho & M.Machado
- Arrojadoa multiflora F.Ritter[4]
- Arrojadoa penicillata (Gürke) Britton & Rose
- Arrojadoa rhodantha (Gürke) Britton & Rose

Synonyme der Gattung sind Pierrebraunia Esteves (1997) und Arrojadoopsis Guiggi (2007).

### Systematik nach E.F.Anderson/Eggli (2005)
Zur Gattung gehören die folgenden Arten:
- Arrojadoa ×albiflora Buining & Brederoo
natürliche Hybride zwischen Arrojadoa dinae und Arrojadoa rhodantha
- Arrojadoa dinae Buining & Brederoo
  - Arrojadoa dinae subsp. dinae
  - Arrojadoa dinae subsp. eriocaulis (Buining & Brederoo) N.P.Taylor & Zappi
- Arrojadoa heimenii Van Heek & W.Strecker = Arrojadoa dinae Buining & Brederoo
- Arrojadoa marylanae Soares Filho & M.Machado
- Arrojadoa penicillata (Gürke) Britton & Rose
- Arrojadoa rhodantha (Gürke) Britton & Rose

Synonyme der Gattung sind Pierrebraunia Esteves (1997) und Arrojadoopsis Guiggi (2007).

## Nachweise

## Weiterführende Literatur
- Patricia Soffiatti, Veronica Angyalossy: Anatomy of Brazilian Cereeae (subfamily Cactoideae, Cactaceae): Arrojadoa Britton & Rose, Stephanocereus A. Berger and Brasilicereus Backeberg. In: Acta Botanica Brasilica. Band 21, Nummer 4, 2007, S. 813–822 (doi:10.1590/S0102-33062007000400006).